# Arundel (Maine)
Arundel  város az USA Maine államában, York megyében. Lakosainak száma 4264 fő (2020. április 1.).

## Népesség
A település népességének változása:

| 2010 | 4 022 |
| 2020 | 4 264 |